# Barockens trädgårdskonst

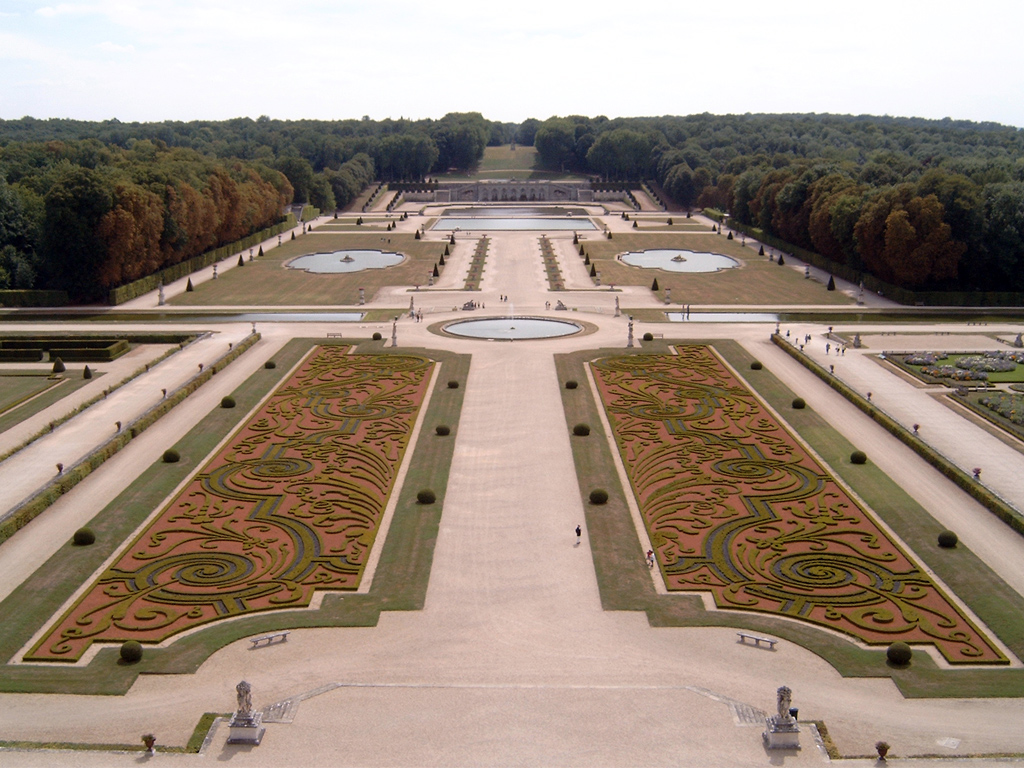
Vaux-le-Vicomtes parterrer

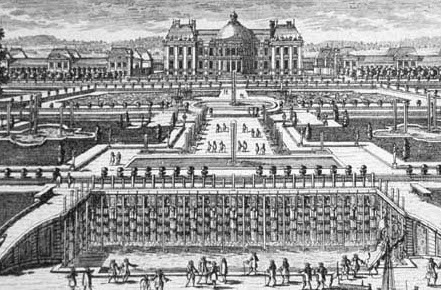
Gravyr från 1600-talet av Vaux-le-Vicomte

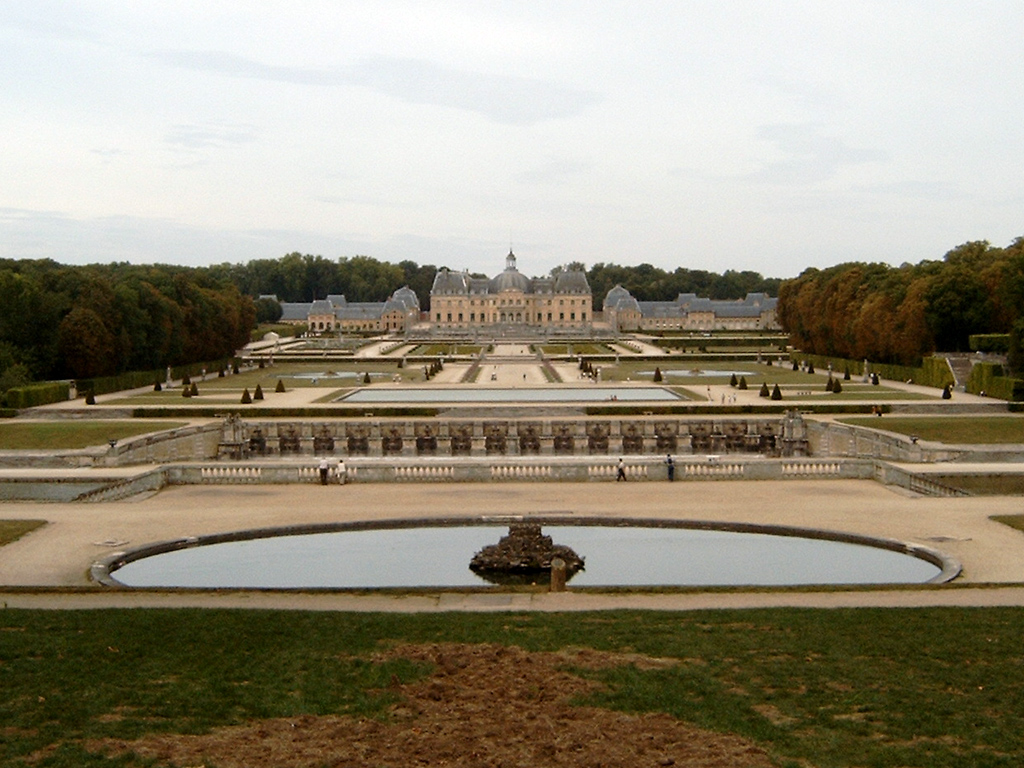
Vaux-le-Vicomte idag

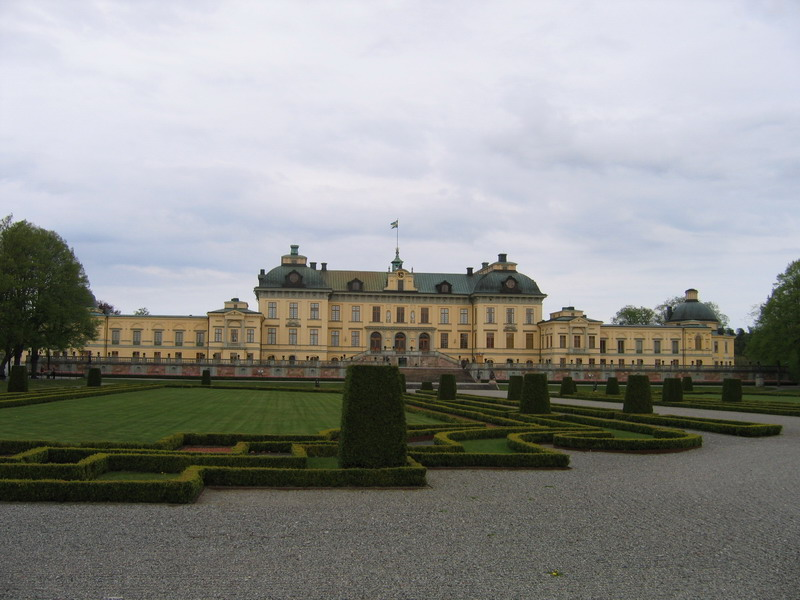
Drottningholms slott

Barockens trädgårdskonst uppkom omkring 1600-talet och var en utveckling av renässansstilen. Barockens trädgårdskonst bygger på symmetriska former och trädgårdarna har en harmonisk känsla. Skaparen bakom denna stil var den franske trädgårdsarkitekten André Le Nôtre. 

## Trädgårdarnas historia
Nytänkandet inom trädgårdskonsten utvecklades under 1400-talet i Italien då man ville få en helhet mellan trädgården och olika byggnader samt med naturen. Man ville att man skulle tillbringa mer tid i naturen och trädgårdarna skulle bli en plats där man kunde träffas och umgås med varandra. Den nya stilen anpassades efter naturen, vilket spred sig från Italien till andra delar av Europa. 
Det nya idealet nådde även Norden i mitten av 1500-talet. Det var framför allt kungligheter och adliga som konstruerade sina trädgårdar efter denna nya renässansstil.  
Konstruktionen av renässansträdgårdarna utgick från en mittaxel, som var det viktigaste i parkerna. Utifrån mittaxeln skapade man sedan gångar i olika former och vinklar. Man använde sig av bl.a. häckar och pergolor för att kunna dela upp trädgården i olika områden och rum. I trädgården fanns ofta figurklippta buskar samt trädalléer, planteringar, fontäner, bäckar och vattendrag. Gröna växer, sten och vatten var mycket viktigt i en renässansträdgård. 
I trädgårdarna byggde man grottor av kalksten som man dekorerade med stenar och snäckor såsom musslor och pärlemor. Dessa grottor smyckade man också med statyer av grekiska gudar. 
Det fanns även blomsterrabatter och låga häckar som skulle skilja gången från resten av trädgården. Vanliga växter man använde sig av var lavendel, liguster och rosmarin. 
Mot renässansens slut skapade man trädgårdarna så att det skulle se smickrande ut uppifrån slottet. Gäster och besökare fick då gå in i slottet och se trädgården från en hög nivå. Det var då den var som vackrast. När man hade konstruerat sina trädgårdar efter renässansens nya ideal så hade en ny stil tillkommit, barocken.

## Barockens trädgårdskonst
Barockens trädgårdskonst influerades kraftigt av den franska stilen som uppkom omkring 1400-1500-talet främst i Europa.
Barockstilen är en utveckling från renässansstilen och det var trädgårdskonstnären André Le Nôtre som skapade barockstilen.  Ett av André Le Nôtres kändaste verk är den fina trädgården som ligger intill det franska slottet Vaux-le-Vicomte utanför Paris.  
Trädgårdskonsten inom barocken är betydligt mildare i dragen jämfört med den italienska renässansträdgården. Till skillnad från den italienska renässansträdgården ger barockens trädgårdskonst en mer lugn och harmoniskt känsla. Den harmoniska stilen utformar trädgårdarna till stora konstverk och den franska barockstilen handlar i grund och botten om att försöka framhäva känslor inom trädgårdarna. Genom att skapa band mellan husen och trädgårdarna så planterade man rosor och andra växter längs murarna runtom trädgården och längs med väggarna vid huset. På så sätt lät man växterna växa sig i ett med husen. Man ville att trädgården skulle bli en förlängning av slottet. Man kunde tro att barockträdgården var oändlig till skillnad från renässansträdgårdens mer privata och intima atmosfär.

Barockens kända alléer var populära att ha i parker och i sina trädgårdar. Alléerna bildade ett nytt perspektiv och nya kontraster i trädgårdarna så att man upplevde känslan av att befinna sig i ett paradis i naturen. 
Barockens trädgårdskonst ger en stillsam och mjuk miljö med tack vare sina trappor, fontäner, skulpturer och välklippta buskar och träd som formar trädgården till en konstnärlig atmosfär. 
I utkanten av trädgårdarna var träden och växterna mer vildvuxna vilket skapade härliga kontraster till de välklippta och perfekt formade träden och skulpturerna som var placerade i mitten av trädgården.    

De franska idealen spred sig snabbt upp till Sverige eftersom Sverige och Frankrike hade mycket god kontakt under barockens tid. Stilen började synas tydligt i de stora parkerna och trädgårdarna runt om i Sverige. Det var främst runt stora slott och herrgårdar som den franska stilen trängde fram. Trädgårdarna förvandlades till konstverk i barockens ideal och tydliga drag. Den mest igenkända trädgården med barockens stil i Sverige är trädgården runt om Drottningholms slott i Stockholm. Det var Nicodemus Tessin den äldre som arbetade och byggde ut trädgården under 1600-talet i de franska idealen. Trädgårdsarbetet var ett uppdrag ifrån änkedrottningen Hedvig Eleonora. När sedan arkitekten Nicodemus Tessin dog så tog hans son Nicodemus Tessin den yngre över arbetet i trädgården och slutförde det.
Omkring 1650-talet dominerade trädgårdskonsten i Sverige och nästan alla av de stora trädgårdarna utmärkte tydliga drag ifrån barocken. Allt fler försökte skapa harmoni mellan trädgården och husen vilket var ett klart drag från den franska stilen. För att de konstnärliga trädgårdarna skulle överleva under vintern så byggde man orangerier vilket snabbt blev mycket vanligt i alla trädgårdar. Vanligast blev de i Sverige på grund av de kalla och hårda vintrarna. Många av de trädgårdar som uppkom under 1600-talet i Sverige och i andra länder i Europa lever fortfarande kvar idag. 

## Vaux-le-Vicomte
Slottet Vaux-le-Vicomte i Frankrike skapades av Nicolas Fouqet och det var André le Nôtre som lät konstruera trädgården. André Le Nôtre var på den tiden den viktigaste personen vad gäller Frankrikes trädgårdar. Le Notre arbetade i trädgården på Vaux-le-Vicomte och designade också Versailles slottsträdgård. Det han skapade blev en stor inspirationskälla för andra europeiska trädgårdar.
Utsikten över den 1 500 meter långa trädgården vid Vaux-le-Vicomte var mycket vacker. Längst bort i trädgården placerade man en stor Hercules Farnese-skulptur. Överallt fanns det gröna buskar i olika symmetriska mönster, alléer, fontäner, statyer, sand och figurklippta buskar. Alléerna var även dekorerade med statyer som stod i jämna mellanrum.
I de franska trädgårdarna var det begränsat med färggranna blommor. Det vanligaste var rosa, blått, lila och vitt. Det var inte förrän på 1730-talet som färger som orange, rött och gult blev vanligt i och med nya botaniska upptäckter. Från Holland och Turkiet kom också en ny exotisk blomma, tulpanen, som blev mycket populär på senare tid.

## Inflytandet från Italien
I början av 1500-talet importerades renässansträdgården från Italien till Frankrike. Trädgårdarna var skapade i geometriska former och ligger utlagda i symmetriska mönster. Det var fontänerna och vattenfallen som gjorde trädgårdarna så levande. I trädgårdarna fanns det trappor, grottor, labyrinter och statyer skapade i mytologiska teman vilket gjorde att trädgården förmedlade känslan av att man befann sig mitt i ett stort konstverk. Trädgårdarna skapades för att föra fram den italienska renässansstilen, ordning, harmoni och för att återkalla dygderna från Rom under antiken.
Även de franska renässansträdgårdarna var mycket olika i sina drag och anda till skillnad från trädgårdarna under medeltiden. Trädgårdarna var ännu inte kopplade med slott utan var oftast omringade av murar. Delarna blev inte utplacerade i tanken på skönhet utan mest för det praktiska tänkandet och placerandet i trädgården. Allt detta förändrades i mitten av 1600-talet när den första riktiga franska trädgården kom.